# GW Virginis-variabel
En GW Virginis-variabel (ZZO) är en typ av pulserande vit dvärg. Variabeltypen bildar en undergrupp med spektraltypen DO och absorptionslinjer av helium, kol och syre. Detta är heta stjärnor som är på väg att bli vita dvärgar.
Prototypstjärnan GW Virginis har visuell magnitud +14,87 och varierar i amplitud med 0,03 magnituder utan någon fastställd periodicitet.